# Famille Loretan
Pour les articles homonymes, voir Loretan.
La famille Loretan est une famille suisse originaire des villages de Loèche-les-Bains et Loèche dans le canton du Valais.

## Histoire
Aux XIVe et XVe siècles, la famille était également connue sous le nom de «Mayenzet » (ou Maënchet), du nom d'une propriété avec une tour fortifiée, au nord de Loèche-les-Bains, qui appartenait à la famille Loretan de Mayenzet et dont les vestiges étaient encore visibles à la fin du siècle dernier,,.
L'auteur Ferdinand Schmid suppose que le nom de famille proviendrait du prénom « Loreta », peut-être en tant qu'enfants d'une veuve portant ce nom, qui est un prénom féminin courant au Moyen Âge,,,,.
La tradition familiale affirme que son origine remonte, par émigration au XIVe siècle, à la famille vénétienne Loredan (ou Loredano), à laquelle appartient Leonardo Loredan.

## Personnalités
- Gustav Loretan (1848-1932), juriste et homme politique valaisan ;
- Raymond Loretan (1885-1963), juriste et homme politique valaisan (fils du précédent) ;
- Wolfgang Loretan (1914-2011), homme politique valaisan (fils du précédent) ;
- Raymond Loretan (né en 1955), diplomate et homme politique genevois (fils du précédent) ;
- Willy Loretan (né en 1934), homme politique argovien ;
- Otto G. Loretan (né en 1946), homme politique valaisan ;
- Erhard Loretan (1959-2011), alpiniste ;
- Brigitte Albrecht Loretan (née en 1970), fondeuse.